# Ian Watt
Ian Pierre Watt (* 9. März 1917 in Windermere; † 13. Dezember 1999 in Menlo Park) war ein Literaturkritiker und Literaturhistoriker.
Ian Watt ging zur Schule an die Dover County School for Boys und am St John’s College in Cambridge. 1939, also mit 22 Jahren, trat er der britischen Armee bei und diente als Infanterieleutnant, bis er im Januar 1942 in Singapur von der japanischen Armee inhaftiert wurde; er galt als „missing, presumed killed in action“; 1946 kehrte er nach England zurück und verließ die Armee.
1947 promovierte er in Cambridge und wurde 1952 zum assistierenden Professor an der University of California, Berkeley, wo er rund zehn Jahre lang Anglistik lehrte. Daneben lehrte er auch an der University of British Columbia und an der University of East Anglia in Norwich.
1964 wurde er als Professor für englische Literatur an die Stanford University berufen, wo er bis zu seiner Emeritierung lehrte. 1972 wurde er in die American Academy of Arts and Sciences gewählt.
Watt war verheiratet mit Ruth Mellinkoff Watt, mit der er einen Sohn (George Watt) und eine Tochter (Josephine Reed) hatte.

## Werke
- 2002: The Literary Imagination: Selected Essays. University of Washington Press. ISBN 0-930664-24-8 (als Herausgeber, zusammen mit Bruce Thompson)
- 1979: Conrad in the Nineteenth Century. University of California Press. ISBN 0-520-04405-3
- 1973: Conrad's "Secret Agent" (Casebook). Palgrave Macmillan. ISBN 0-333-07987-6 (als Herausgeber)
- 1963: Jane Austen (20th Century Views). Prentice-Hall. ISBN 0-13-053769-1
- 1957: The Rise of the Novel: Studies in Defoe, Richardson and Fielding. Pimlico. ISBN 0-7126-6427-0